# Oberland bernois

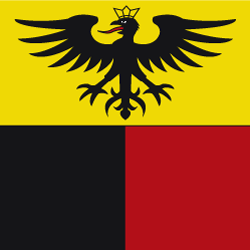
Drapeau de l'Oberland bernois.

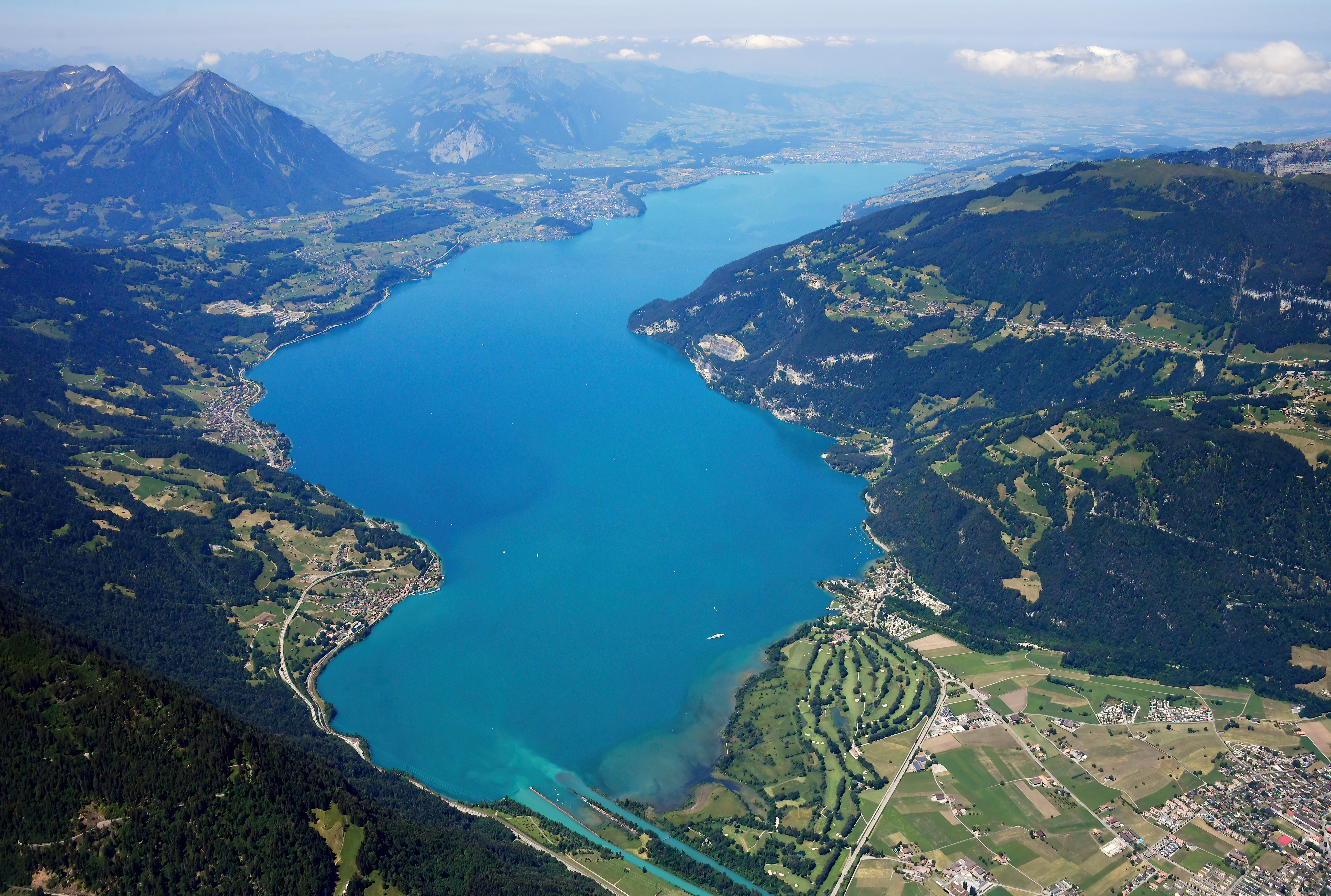
Vue aérienne du lac de Thoune.

L'Oberland bernois (Berner Oberland en allemand et Bärner Oberland en suisse allemand) est la région la plus élevée du canton de Berne ; elle est située dans le sud du canton, dans les Alpes bernoises et dans les Alpes uranaises.

## Toponymie

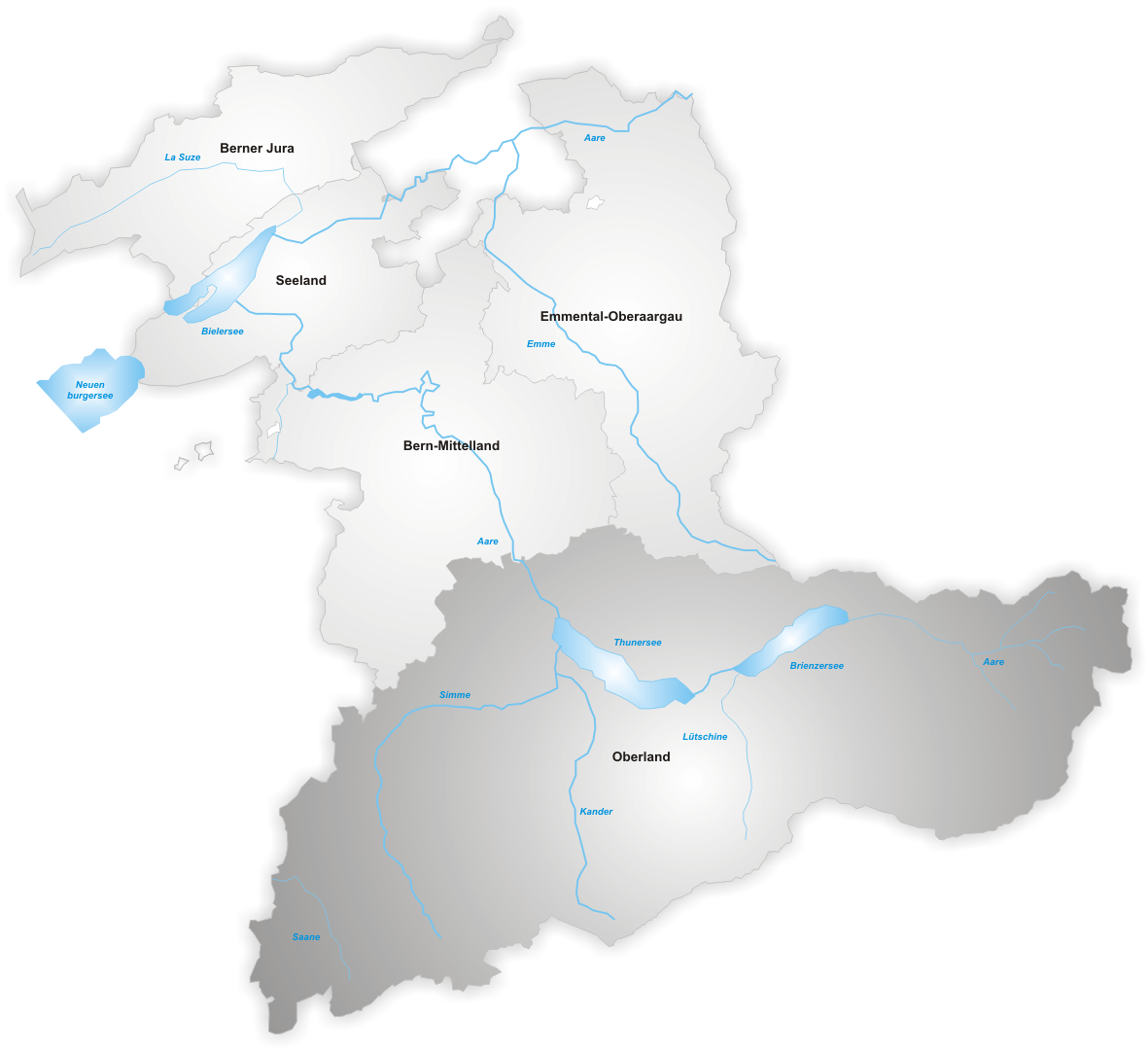
Les régions administratives du canton de Berne.

Oberland signifie, en français, le pays d'en-haut.

## Division administrative
Depuis le 1er janvier 2010, l'Oberland bernois est l'une des cinq régions administratives du canton de Berne (dénommé en allemand : Verwaltungsregion Oberland) et est composé de quatre arrondissements administratifs dont font partie 80 municipalités :
- Arrondissement administratif de Thoune ;
- Arrondissement administratif du Haut-Simmental-Gessenay ;
- Arrondissement administratif de Frutigen-Bas-Simmental ;
- Arrondissement administratif d'Interlaken-Oberhasli.

## Géographie

### Situation
L'Oberland bernois est parsemé d'une série de vallées issues des crêtes des Alpes bernoises et descendant en direction du nord. Toutes ces vallées aboutissent à la vallée de l'Aar qui trouve sa source dans l'est de l'Oberland bernois et se jette au nord dans les lacs de Brienz et de Thoune. Les rivières Simme, Kander et Lütschine au sud du canton de Berne sont les principaux affluents de l'Aar. Le pays de Saanen (Gstaad, Saanen) à l'ouest, ne se rattache pas directement au bassin fluvial de l'Aar, mais à celui de la Sarine, qui se jette également dans l'Aar en aval de la ville de Fribourg. La crête principale des Alpes bernoises représente la limite effective entre le canton de Berne et le canton du Valais.
Au nord-ouest, la chaîne du Stockhorn se détache nettement de la région centrale du Mittelland bernois.
La partie préalpine septentrionale de l'Oberland bernois dont l'altitude ne dépasse pas 3 000 m est constituée des lieux-dits et localités de Grosse Scheidegg et Kleine Scheidegg, Sefinenfurgge, Hohtürli, Kandersteg, Adelboden jusqu'à Lenk. Les sommets suivants appartiennent à cette zone :
- Schilthorn (2 970 m) avec le Piz Gloria ;
- Faulhorn (2 681 m) ;
- Niesen (2 362 m) ;
- Stockhorn (2 190 m).

La partie alpine méridionale de l'Oberland bernois atteint son point culminant au Finsteraarhorn à 4 274 m. Les autres montagnes remarquables de cette région sont :
- Aletschhorn (4 194 m) ;
- Jungfrau (4 158 m) ;
- Mönch (4 107 m) ;
- Schrekhorn (4 078 m) ;
- Gross Fiescherhorn (4 049 m) ;
- Grünhorn (4 044 m) ;
- Lauteraarhorn (4 042 m) ;
- Eiger (3 967 m) ;
- Ebnefluh (3 962 m) ;
- Bietschhorn (3 934 m) ;
- Gross Wannenhorn (3 906 m) ;
- Nesthorn (3 820 m) ;
- Lauterbrunner Breithorn  (3 780 m) ;
- Grosshorn (3 754 m) ;
- Balmhorn (3 698 m) ;
- Wetterhorn (3 690 m) ;
- Blüemlisalp (Blüemlisalphorn 3 664 m, Weisse Frau 3 652 m, Morgenhorn 3 626 m) ;
- Doldenhorn (3 643 m) ;
- Studerhorn  (3 635 m) ;
- Wildstrubel (3 243 m).

Seules les crêtes de l'Oberland bernois sont couvertes de glaciers. Le Blausee est un lac de montagne également situé dans la région.

### Géologie

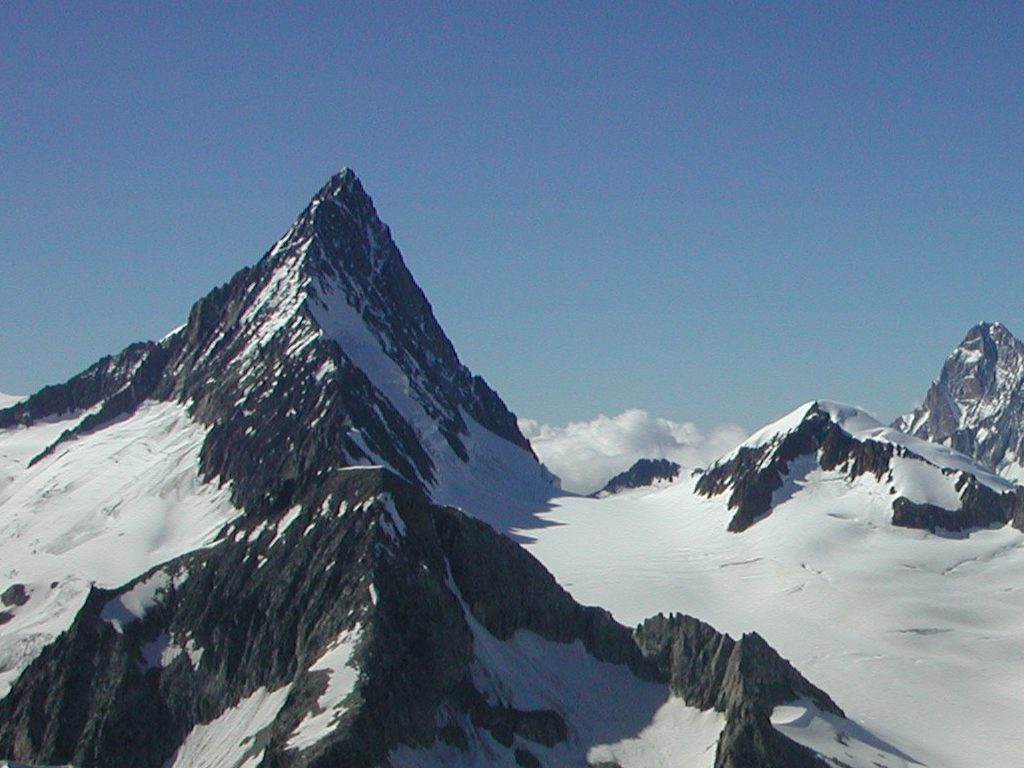
Le Finsteraarhorn (4274 m), sommet le plus élevé de l'Oberland bernois.

L'Oberland bernois est le résultat de la collision du continent africain et européen au néozoïque, il y a soixante millions d'années. Des masses sédimentaires, formant les Préalpes bernoises ont été transportées par plissement au nord de la chaîne principale vers le nord-ouest de l'Oberland. Le Stockhorn, les Gastlosen, le Gummfluh et le Rüblihorn font partie de ces Préalpes bernoises. Des couches sédimentaires ont également été soulevées au moment du plissement et transportées vers le nord. Le Rinderhorn, Balmhorn, Altels, Doldenhorn, Blümlisalp et Gspaltenhorn sont ainsi des sommets calcaires issus de ce soulèvement. Le massif de l'Aar avec la partie centrale de l'Oberland bernois entre la vallée de Gastern et le Sustenpass est quant à lui formé de gneiss et de granite. C'est là qu'on trouve les sommets les plus élevés dépassant les 4000 m : Schreckhorn, Finsteraarhorn, Aletchhorn, etc. Le nord du massif de l'Aar est constitué de roches cristallines formant les sommets du Mönch, de la Jungfrau, du Grosshorn, du Lauterbrunnen Breithorn et du Tschingelhorn.

## Histoire

### Canton d'Oberland (1798-1802)
Durant l'existence de la République helvétique, de 1798 à 1802, l'Oberland bernois fut élevé au rang de canton suisse, dans le but d'affaiblir Berne. La capitale du nouveau canton, qui comptait dix districts, était Thoune. Le canton de Berne récupéra les districts de l'Oberland à la suite du décret du 20 juillet 1802, ramenant le nombre de cantons suisses de dix-neuf à quinze.

### De l'exploration de l'Oberland à la conquête des cimes

La vallée de Lauterbrunnen représentée par Gabriel Lory.

La montagne bernoise était autrefois entourée de croyances et de superstitions, notamment la présence d'esprits malins et de dragons sur les cimes. En 1697, Johann Jakob Scheuchzer, médecin et naturaliste, rédige une « lettre invitant à l'exploration des miracles naturels qu'on peut rencontrer en Suisse » adressée aux bergers, transhumants, chasseurs, pasteurs et savants » destinée à mieux connaître la montagne suisse et faire la part entre superstitions et réalités alpines. Au XVIIIe siècle, les écrivains (tels que le poète Albrecht von Haller) et peintres (Caspar Wolf, Gabriel Ludwig Lory et Gabriel Mathias) prennent ensuite le relais pour mettre en valeur la beauté des paysages alpins. Au début du XIXe siècle, la volonté de connaître scientifiquement les montagnes conduit à l'ascension de la Jungfrau en 1811 par Johann Rudolf le Jeune et Hieronymus Meyer. L'étude des sommets, des phénomènes glaciaires et des vallées en vue d'établir une cartographie précise est l'un des objectifs des premières ascensions. Le Finsteraarhorn, point culminant du massif de l'Oberland est ainsi conquis dès 1819. Les premières ascensions s'effectuant dans des conditions rudimentaires de confort, les premières cabanes voient le jour pour abriter les scientifiques. En 1840, Louis Agassiz, médecin et professeur d'histoire naturelle, établit ainsi un relais précaire pompeusement dénommé « Hôtel des Neufchatelois » à la jonction des glaciers de Lauteraar et de Finsteraar.
Dans le début de la seconde moitié du XIXe siècle, l'Oberland bernois voit la conquête systématique des principaux sommets lors de l'Âge d'or de l'alpinisme (de 1850 à 1865). L'objectif n'est plus scientifique mais la conquête des sommets à des fins sportives. Cette évolution est le fait d'alpinistes anglais, séduits par les paysages alpins représentés par William Turner et les peintres néo-classiques et romantiques. Pour les guider, ils font appel à des bergers de glacier, chasseurs de chamois ou des cristalliers du cru qui possèdent déjà l'expérience de la montagne (à la Jungfrau A. Volker et J. Bortis). Dès 1856, la corporation des guides s'organise avec son règlement propre au canton de Berne. Les plus connus d'entre eux sont Christan Almer de Grindenwald et Melchior Anderegg de Zaun (près de Meiringen). L'escalade des principaux sommets de l'Oberland s'accélère alors : le Mönch en 1857, l'Eiger en 1858, l'Aletschhorn et le Bietschhorn en 1859, le Schreckhorn en 1861 et le Gross Fiescherhorn en 1862. À partir de 1865, ces sommets sont vaincus par des itinéraires de plus grande difficulté et de plus en plus sans guide. Un des symboles de cette course à la difficulté est la première ascension de la face nord de l'Eiger (surnommé l'Ogre en raison du nombre de ses victimes) en 1938 par Anderl Heckmair, Ludwig Vörg, Fritz Kaspareck et Heinrich Harrer.
Depuis les premiers temps héroïques de la découverte de l'Oberland, la montagne est à présent accessible quelle que soit la saison via les funiculaires (Kleine Scheidegg, Jungfraujoch, Lauterbrunnen-Mürren, etc.) , les remontées mécaniques et les téléphériques (Eiger Express, Glacier 3000, Grindelwald-Männlichen, etc.). Les refuges parsèment les coins les plus reculés du massif et les pratiques sportives d'été et d'hiver se sont diversifiées : alpinisme, ski, surf, base-jump, parapente, etc.

### Sculpture sur bois et mobilier
La région est connue pour ses sculptures sur bois illustrant des motifs alpestres. Deux écoles de sculpture ont été créées en 1884 à Meiringen et à Brienz et ont même tenté de développer une industrie locale de mobilier, richement orné. Si celle de Meiringen a disparu déjà en 1890, la seconde est toujours en activité.

## Villes principales

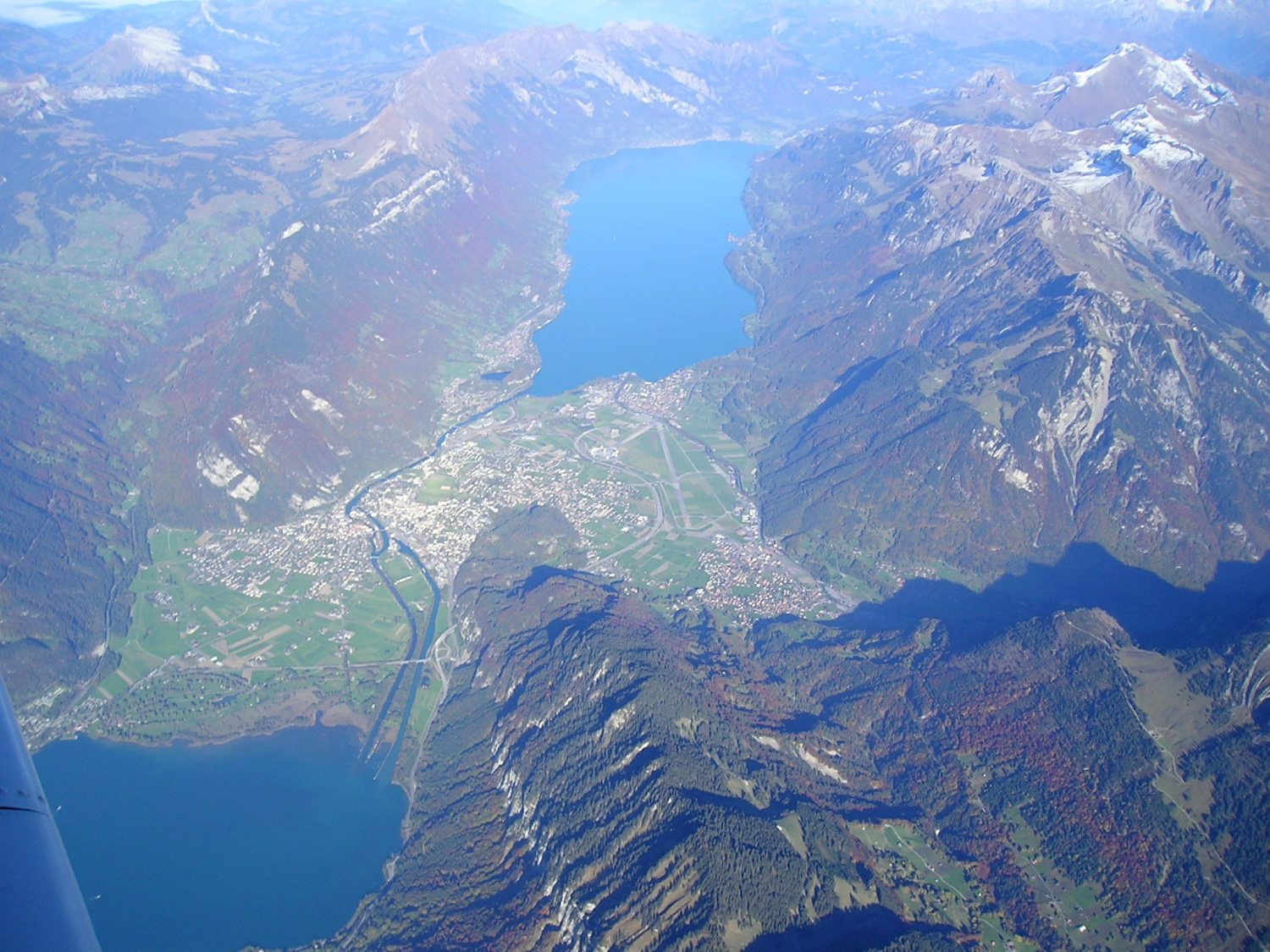
La ville d'Interlaken, entre les lacs de Thoune et de Brienz.

- Thoune (43 905 habitants).
- Spiez (13 190 habitants).
- La ville d'Interlaken, entre les lacs de Thoune et de Brienz.Interlaken (5 926 habitants).
- Brienz (3 225 habitants).

## Tourisme
L'Oberland bernois est renommé pour ses stations touristiques parmi lesquelles :
- Gstaad-Saanenland ;
- Lenk/Simmental ;
- Adelboden-Frutigen ;
- Lac de Thoune ;
- Lötschberg ;
- Interlaken ;
- Wengen/Mürren/Lauterbrunnen ;
- Grindelwald ;
- Haslital.